# Вечернин, Владимир Викторович
Владимир Викторович Вечернин — российский физик, доктор физико-математических наук, профессор.
Родился 18 августа 1953 года.
Окончил Ленинградский (Санкт-Петербургский) государственный университет (1975) и его аспирантуру (1978). Работает там же, в настоящее время — старший научный сотрудник, профессор Кафедры физики высоких энергий и элементарных частиц.
Диссертации:
- Вклад перерассеяния в процессе кумулятивного рождения и глубоконеупругого рассеяния : диссертация … кандидата физико-математических наук : 01.04.02. — Ленинград, 1979. — 147 с. : ил.
- Кумулятивные явления и дальние корреляции во взаимодействиях с ядрами при высоких энергиях : диссертация … доктора физико-математических наук : 01.04.16. — Санкт-Петербург, 2005. — 292 с. : ил.

Читает курсы лекций:
- Гамильтоновы системы со связями
- Квантовая теория рассеяния
- Релятивистская ядерная физика

Список публикаций: http://www.mathnet.ru/rus/person19366